# Zico Waeytens
Zico Waeytens (* 29. September 1991 in Ledegem) ist ein ehemaliger belgischer Straßenradrennfahrer.

## Sportlicher Werdegang
Zico Waeytens gewann 2009 in der Juniorenklasse die Gesamtwertung des UCI-Men-Juniors-Nations’-Cup-Rennens Istrien-Rundfahrt.
Bei den Erwachsenen gewann er 2011 das Eintagesrennen Flèche Ardennaise und fuhr Ende der Saison für Topsport Vlaanderen als Stagiaire, wo er ab dem folgenden Jahr einen regulären Vertrag erhielt. Für dieses UCI Professional Continental Team wurde er Gesamtwertungsdritter der Tour des Fjords und Gesamtwertungsfünfter der Tour de Wallonie 2014.
Im Jahr 2015 wechselte er zum deutschen UCI WorldTeam Giant-Alpecin und gewann für diese Mannschaft im Jahr 2016 eine Etappe der Belgien-Rundfahrt. Zur Saison 2018 wechselte er zum Team Vérandas Willems-Crelan. Nach dessen Auflösung kehrte er zur Saison 2019 zu einem WorldTeam, der französischen Mannschaft Cofidis, Solutions Crédits zurück.
Nachdem sein Vertrag nicht verlängert worden war, beendete Waeytens nach der Saison 2019 seine Karriere als Radrennfahrer.

## Erfolge
2011
- Flèche Ardennaise

2016
- eine Etappe Belgien-Rundfahrt

2017
- Hammer Chase Hammer Sportzone Limburg

## Grand-Tour-Platzierungen
| Grand Tour            | 2015 | 2016 |
| --------------------- | ---- | ---- |
| Giro d’ItaliaGiro     | –    | –    |
| Tour de FranceTour    | –    | –    |
| Vuelta a EspañaVuelta | 157  | DNF  |